# Was wurde aus dem Mann von Morgen?
Was wurde aus dem Mann von Morgen? (org. Superman: Whatever Happened to the Man of Tomorrow?) ist ein von Alan Moore geschriebener und von Curt Swan illustrierter zweiteiliger Crossover-Comic von 1986, der in Superman #423 und Action Comics #583 veröffentlicht wurde.

## Handlung
Es ist das Jahr 1997 und Superman wurde seit mehreren Jahren nicht mehr von der Öffentlichkeit gesehen. Der Reporter Tim Crane will einen Artikel mit dem Titel „Die letzten Tage Supermans“ für den Daily Planet schreiben und besucht deshalb Lois Elliot, die, als sie noch ihren Nachnamen Lane trug, mit dem Helden sehr vertraut war, um von ihr genaueres zu erfahren. Sie erzählt ihm also, was damals vorgefallen war.
Nachdem es kaum noch Bedrohungen auf der Erde gab, betätigte sich Superman fast nur noch im Weltall. Doch eines Tages wütete Bizarro in Metropolis, nahm sich aber, als der Stählerne eintraf, mit blauem Kryptonit selbst das Leben. Als Superman anschließend als Clark Kent im Daily Planet erschien, erhielt er zwei Kisten. In der einen waren explosive Superman-Puppen, die seinen Anzug verbrannten und ihn somit demaskierten. In der zweiten Kiste lag die Leiche von Pete Ross und aus einer der Puppen waren der Prankster und der Toyman zu hören, die über Funk sagten, er hätte ihnen sein Geheimnis verraten. Superman konnte sie anhand der Radiowellen aufspüren und festnehmen, doch mehr erfuhr er von ihnen nicht. Kurz darauf wurde Metropolis von Metallo-Wesen angegriffen, die Superman noch abwehren konnte. Dennoch wusste er, dass er seinen Freunden Schutz bieten musste, daher nahm er Lois, Jimmy Olsen, Perry White, Alice und Lana Lang mit in seine Festung der Einsamkeit. Als Unterstützung kam auch noch Krypto, der Superhund zu ihnen.
Lex Luthor fand derweil in der Arktis Brainiacs Maske, doch als er sie anlegte, ergriff sie Besitz von ihm. Er verbündete sich mit dem Kryptonite Man und gemeinsam errichteten sie eine Barriere um die Festung der Einsamkeit, damit ihnen niemand zu Hilfe kommen konnte. Jimmy und Lana beschlossen, nicht untätig zu sein und verliehen sich mit Hilfe des Elastic-Lad-Serums und einer mysteriösen Essenz Superkräfte. Beim Kampf gegen Luthor und Kryptonite Man verloren jedoch sowohl sie als auch Krypto ihre Leben. Superman kombinierte nun, dass dies alles das Werk von Mr. Mxyzptkl war. Dieser erschien auch und erklärte, dass er dies aufgrund seiner Unsterblichkeit aus Langeweile getan hätte. Er verwandelte sich daraufhin in eine monströse Riesenkreatur, die Superman aber mit dem Phantomzonenprojektor beschoss. Mr. Mxyzptkl versuchte sich in die fünfte Dimension zu retten, indem er seinen Namen rückwärts (Lktpzyxm) aussprach, doch der Strahl hatte ihn bereits zur Hälfte erreicht und er wurde auseinandergerissen. Lois sagte zu Superman, er hätte keine andere Wahl gehabt, doch er konnte sich nicht verzeihen, seinen Schwur gebrochen zu haben, und betrat eine Kammer, von der ein goldener Schimmer ausging. Inzwischen war die Barriere verschwunden und die Liga der Gerechten traf ein, doch sie konnte nicht mehr helfen. Als sie die Kammer öffneten, war diese leer und Superman war verschwunden.
Lois erklärt Tim darauf, dass Superman an diesem Tag gestorben wäre, und dieser bedankt sich für das Interview. Als darauf ihr Mann Jordan Elliot mit ihr spricht, presst ihr gemeinsames Baby Jonathan ein Kohlenstück zu einem Diamanten, worauf Jordan dem Leser zuzwinkert.

## Besonderes
In dieser Geschichte erklärt Alan Moore auf witzige Weise, wie Superman all die Jahre trotz fehlender Maske nicht identifiziert werden konnte: „Er hat sich die Haare gekämmt und eine Brille getragen!“

## Ausgaben (Auswahl)
- Erstveröffentlichung in Superman #423 und Action Comics #583, DC Comics, September 1986.
- Alan Moore, Curt Swan, Todd Klein: Superman: Whatever Happened to the Man of Tomorrow? DC Comics, New York 1997, ISBN 1-56389-315-0.
- Alan Moore, Curt Swan: Superman. Was wurde aus dem Mann von Morgen? Übersetzt von Christian Heiss. Panini-Comics, Stuttgart 2010, ISBN 978-3-86607-420-0.